# Taeniostola limbata
Taeniostola limbata är en tvåvingeart som beskrevs av Friedrich Georg Hendel 1915. Taeniostola limbata ingår i släktet Taeniostola och familjen borrflugor. Inga underarter finns listade i Catalogue of Life.